# Jane Badler
Jane Badler (Nueva York, 31 de diciembre de 1953) es una actriz y cantante estadounidense conocida por interpretar a la alienígena Diana en la serie de televisión V, Invasión extraterrestre, a la agente Shannon Redd en la serie de televisión Misión: Imposible y por su carrera musical como cantante de jazz contemporáneo.

## Biografía
Estudió en el Central High School en Mánchester (Nuevo Hampshire) donde a la edad de 19 años ganó el título de Miss New Hampshire y compitió en 1973 por el título de Miss America.
A mediados de los ochenta se casó con el arquitecto Michael Rachlin, sin embargo el matrimonio no duró.
El 23 de diciembre de 1990 Jane se casó con Stephen Haines. En julio de 1991 Stephen y Jane tuvieron su primer hijo, Samuel David Haines y el 4 de diciembre de 1992 a Harrison George Haines, su segundo hijo (fallecido el 7 de enero de 2020).

## Carrera
Su primera interpretación para la televisión fue en la soap opera Una vida para vivir, en el papel de Melinda Cramer Janssen; permaneció en ella de 1977 a 1981, y regresó en 1983.
Alcanzó la fama internacional por interpretar a la alienígena Diana, en la serie de 1983 de la NBC V, Invasión extraterrestre y en su secuela de 1984 V: La Batalla Final. La escena en la cual Diana, líder de los lagartos visitantes, ingería una rata viva, se convirtió en una de las más impactantes y comentadas de la televisión mundial de los años 80.
Jane Badler también es conocida por encarnar a la agente Shannon Redd en la serie de televisión Misión: Imposible.
También tuvo un papel importante en la serie Doctores y participó en la telenovela Falcon Crest haciendo de Meredith Braxton desde 1986 a 1987 en la sexta temporada de la serie. Sin embargo, a pesar de que fue contratada como actriz fija para toda la temporada no apareció en los títulos de crédito iniciales. Badler ya estaba contratada desde antes de comenzar a grabar la sexta temporada y su personaje se introduciria en el tercer o cuarto episodio como una sorpresa al espectador e interpretaria al interés amoroso de Erin Jones, un personaje recurrente, pero Jane Wyman se negó tajantemente a que dos lesbianas aparecieran en la serie y los personajes fueron reescritos de amantes a hermanas. A pesar de que se pensó en ella para continuar en la séptima temporada, la actriz se negó a continuar ya que temia que en la nueva temporada se siguiese sin explorar del todo el fondo de su personaje el que, a pesar de los cambios de registro del personaje y de tramas durante toda la sexta temporada, había resultado muy plano en matices y desarrollo.
Además fue estrella invitada en Riptide, Hotel y La isla de la fantasía.
En 1988, interpretó a Tania Winthrop en la serie de acción y aventuras llamada The Highwayman. Más tarde, entre 1989 y 1990, viajaría a Australia para grabar los episodios de la segunda y última temporada de Misión:Imposible. Al finalizar la serie, trasladó su residencia a Australia y se casó con Stephen Hains, un hombre de negocios con el que tuvo dos hijos: Sam y Harry.
Algunos años después, retomó su carrera en el cabaret y participó en Archy and Mehitabel, El Gran Gatsby, The Singing Forest, Big Hair in America y dos espectáculos de monólogos, Shakin' the Blues Away y The Love Goddess: Rita Hayworth.
En marzo de 2010 se unió como personaje invitado en la exitosa serie australiana Neighbours donde interpreta a la villana Diana Marshall. Su personaje aparecerá durante cuatro meses y tratará de hacerle la vida imposible a Paul Robinson. En agosto de ese año retomó su mítico papel de alienígena: volvió a encarnar a Diana, reina madre destronada, durante la segunda temporada de la serie de televisión V, que actualizó 25 años después el popular éxito de ciencia ficción.
En julio de 2014, se anunció que Jane Badler rodaría una película española sobre una relación entre mujeres lesbianas, De chica en chica.

## Carrera musical
En 2011 sale a la venta su segundo álbum titulado Tears Again del cual se desprende el primer sencillo titulado "Four corners to my bed" , tema muy bien aceptado por la crítica de Jazz y de Fanes de la artista.
la página de entretenimiento thevine.com consideró al álbum como "subversivo, sensual y clásico " dejando muy bien a la voz de la cantante catalogándola como "una voz llena de drama" además de exaltar la elegante orquestación de sus temas.
El 16 de febrero de 2011 se estrena en YouTube el vídeo del mismo tema.
En 2016 lanza el sencillo en castellano e inglés Enamórame / Fall in love junto a Juan Camus. Es un dueto que alcanza el número 1 en iTunes en la categoría World.

## Filmografía
- Series de Televisión:

| Año       | Título                         | Personaje              | Notas                                           |
| --------- | ------------------------------ | ---------------------- | ----------------------------------------------- |
| 1983      | V: The Original Miniseries     | Diana                  | miniserie de 2 partes - junto a Michael Durrell |
| 1984      | V: The Final Battle            | Diana                  | 3 episodios                                     |
| 1984-1985 | V, Invasión extraterrestre     | Diana                  | 19 episodios                                    |
| 1986-1987 | Falcon Crest                   | Meredith Braxton       | 22 episodios                                    |
| 1987-1988 | The Highwayman                 | Ms. Tania Winthrop     | 10 episodios                                    |
| 1989-1990 | Misión:Imposible               | Shannon Reed           | 21 episodios                                    |
| 1992      | Cluedo                         | Mrs. Elizabeth Peacock | 3 episodios                                     |
| 1995      | Snowy River: The McGregor Saga | Yvonne Waugh           | 2 episodios                                     |
| 1997      | Flipper                        | -                      | episodio "Help me, Rhonda"                      |
| 2002      | Blue Heelers                   | Kath Shepherd          | episodio "Sins of the Father"                   |
| 2002      | The Lost World                 | Dame Alice Kyteler     | episodio "A Witch's Calling"                    |
| 2010      | Neighbours                     | Diana Marshall         | 24 episodios                                    |
| 2011      | Offspring                      | Wendy                  | 2 episodios                                     |
| 2011      | V                              | Diana                  | 9 episodios                                     |

- Películas:

| Año  | Título            | Personaje          | Notas                                                                              |
| ---- | ----------------- | ------------------ | ---------------------------------------------------------------------------------- |
| 1986 | The Penalty Phase | Katie Pinter       | junto a Peter Strauss                                                              |
| 1989 | Oro Fino          |                    | junto a Andrew Stevens, Simón Andreu                                               |
| 1989 | Easy Kill         | Jade Anderson      | junto a Frank Stallone                                                             |
| 1995 | Under the Gun     | Sandy Torrence     | junto a Maria Angelico, Ditch Davey, André de Vanny, Maggie Miles & Richard Norton |
| 2008 | Under a Red Moon  | Anna Dunn          | -                                                                                  |
| 2010 | Needle            | Profesor Banyon    | junto a Ben Mendelsohn, Tahyna Tozzi & Jessica Marais                              |
| 2011 | Resistance        | Diana Lucas        | junto a Erin Mullally & Kain O'Keefe                                               |
| 2015 | De chica en chica | Kristen            |                                                                                    |
| 2024 | Ricky Stanicky    | Miriam Summerhayes |                                                                                    |

### Discografía
- The Devil Has My Double 2008
- Tears Again 2011
- Opus 2014